# Pustec
Pustec (in macedone Пустец?, dal 1973 al 2013 chiamato Liqenas) è un comune albanese situato nella prefettura di Coriza; conta una popolazione di 3.290 abitanti (dati censimento 2011).
Qui nacque lo scrittore Sterjo Spasse.

## Località
Il comune è formato dall'insieme delle seguenti località:
- Pustec
- Diellas
- Lajthize
- Zaroshke
- Cerje
- Gorice e Vogel
- Gorice e Madhe
- Kallamas
- Gollombo